# Farmacevtiska Studentkåren
Farmacevtiska Studentkåren (FaS, Farmis) är studentkåren för studenter vid Farmaceutiska fakulteten, vid Uppsala universitet. Det vill säga för blivande apotekare, receptarier, masterstudenter i läkemedelsanvändning, masterstudenter i läkemedelsutveckling, masterstudenter i läkemedelsmodellering, masterstudenter i biologiska läkemedel, magisterstudenter i klinisk farmacie och farmacie doktorander. Före 2010 var medlemskap i kåren obligatoriskt för studenterna vid Farmaceutiska fakulteten, och år 2005 hade kåren drygt 1500 medlemmar. Sedan avskaffandet av kårobligatoriet hade kåren en nedåtgående trend rörande antalet medlemmar. Denna trend bröts 2024 då medlemsavgiften sattes till 0 kr för studenter vid Farmaceutiska fakulteten.
Farmacevtiska Studentkårens huvudsakliga verksamhet är att delta i utvecklingen av utbildningarna och förutsättning för studier vid Uppsala universitet och Farmaceutiska fakulteten. Studentkåren erbjuder förutom det även arbetslivsanknytning i form av inspirationsföreläsningar, studiebesök, arbetsmarknadsdagar samt studiesocial verksamhet i form av pub- och caphéverksamhet, idrottsverksamhet samt traditionella kårfester (Amöbaphest, Höstbal, Lussegasque, Trädgårdsfest). 
Nuvarande inspektor är professor Björn Wettermark som installerades på höstbalen 2024. Proinspektor är idag, universitetslektor Anne-Lie Svensson som installerades 2020.

## Historia
Farmacevtiska Studentkåren bildades 1896 under ledning av Stellan Gullström vid dåvarande Farmacevtiska institutet i Stockholm. Farmacevtiska institutet grundades av Apotekarsocieteten 1837 och 1968 blev institutet fakultet under Uppsala universitet. När utbildningen flyttade till Uppsala 1972 blev den en del av Uppsala universitet. Kåren förblev självständig istället för att slås samman med den befintliga kåren, Uppsala studentkår. År 1971 anskaffades kårens första kårhus (Pharmen) på Banérgatan 20 i Uppsala. Kårens nuvarande kårhus, som även det heter Pharmen, invigdes 1992 och ligger på Gluntenområdet, numera känt som Uppsala Science Park.

## Verksamhet
Farmacevtiska Studentkårens verksamhet står på tre ben: studiebevakning, arbetslivsanknytning samt studiesocial verksamhet. 

### Studiebevakning
Farmacevtiska Studentkårens huvudsakliga uppgift är, liksom den för samtliga kårer, att bedriva studiebevakning och föra studenternas talan mot Farmaceutiska fakulteten vid Uppsala universitet. Detta görs via kårens av medlemmarna valda styrelse som har en mängd studentrepresentanter till hjälp. Farmacevtiska Studentkåren är även representerade vid de centrala organen vid universitetet och väljer kårgemensamma studentrepresentanter via Uppsala universitets förenande studentkårer (UUFS).

### Arbetslivsanknytning
Farmacevtiska Studentkåren är arrangör för Pharmada, Sveriges största arbetsmarknadsdag för farmaceuter. Utöver detta arrangerar även kåren företagsluncher, kvällsföreläsningar, studiebesök och inspirationsträffar med ett flertal samarbetspartner och farmacirelaterade företag.

### Studiesocial verksamhet
Kåren har flera sorter av studiesocial verksamhet. Detta exemplifieras av att 1-2 gånger i veckan anordnas Caphé coffein, på onsdagar har Pub Placebo öppet, klubbverket och vissa andra utskott anordnar flertalet fester varje termin, idrottsutskottet anordnar idrottsaktiviteter ock kulturutskottet ansvarar för Ovve-kulturen på kåren. Tidigare har kåren även satt upp spex, se FISK nedan. 

#### Farmacevtiska interaktiva spexkommittén
Farmacevtiska Interaktiva Spex Kommittén (FISK) har sedan våren 1996 var tredje termin satt upp ett spex i Uppsala. Detta har spelats på Reginateatern (tidigare kallad Skandiascenen). FISK startade som en del av firandet av Farmacevtiska Studentkårens 100-årsjubileum.
De åtta spex som sattes upp 1996-2006:
- Scheele eller Var fick du luft ifrån? eller Håll dig på mattan – ett spex om hur apotekare Carl Wilhelm Scheele i Köping upptäcker syret.
- Helix eller Ett tilltrasslat genrep – ett spex om upptäckten av DNA-spiralen av Watson och Crick.
- Morphei Drängar eller Flower Power eller En trans på Cisilien – ett spex om Sertürners renframställning av morfin.
- Död åt kulturen eller Skriet från vildtypen – ett spex om Flemings upptäckt av penicillinet.
- Frank Einstein eller Den moderna protesen eller På spaning efter det liv som flytt – ett spex om varför Mary Shelley skrev sin bok Frankenstein.
- Den trojanska jästen eller Ett maratonspex med träsmak – ett spex om hur kriget mellan Aten och Troja egentligen gick till.
- Röda Vita rosen eller Härskar ingen? – ett spex om den engelska tronstrid som kallades Rosornas krig.
- Jubileumsspexet Cook & Darwin eller Dra dit peppar'n växer – om hur upptäckten av Australien kunde ha gått till.

Jubileumsspexet sattes upp till studentkårens 110-årsjubileum, vilket också sammanföll med FISK:s 10-årsjubileum, år 2006.

## Pharmada
Farmacevtiska Studentkåren arrangerar varje år Pharmada som är Sveriges största arbetsmarknadsdag för farmaceuter. Pharmada bjuder på inspirationsföreläsningar, CV-granskning, kontaktsamtal, mingel-middag och en mässa med ca 30 företag från hela läkemedelsbranschen. Pharmada äger rum varje år i mars, antingen på Uppsala biomedicinska centrum eller på Hubben i Uppsala Science Park. 

## Farmis-Reptilen
Farmis-Reptilen är Farmacevtiska Studentkårens tidning som grundades 1957. Tidningen gavs ut fysiskt sju gånger per år, med fyra nummer på våren och tre på hösten. Tidningen finansierades helt av annonsintäkter, och produktionsarbetet sker på ideell basis. Prenumeranterna består av kårmedlemmar som får tidningen gratis, men även apotek, universitetsinstitutioner och intresserade privatpersoner läser tidningen. Farmis-Reptilen innehåller, förutom information om vad som händer på kåren, farmacirelaterade nyheter och annat som kan intressera en farmacistuderande. Numera ges tidningen ut digitalt och kan läsas på Reptilens sida på farmis.se.